# Washburn University

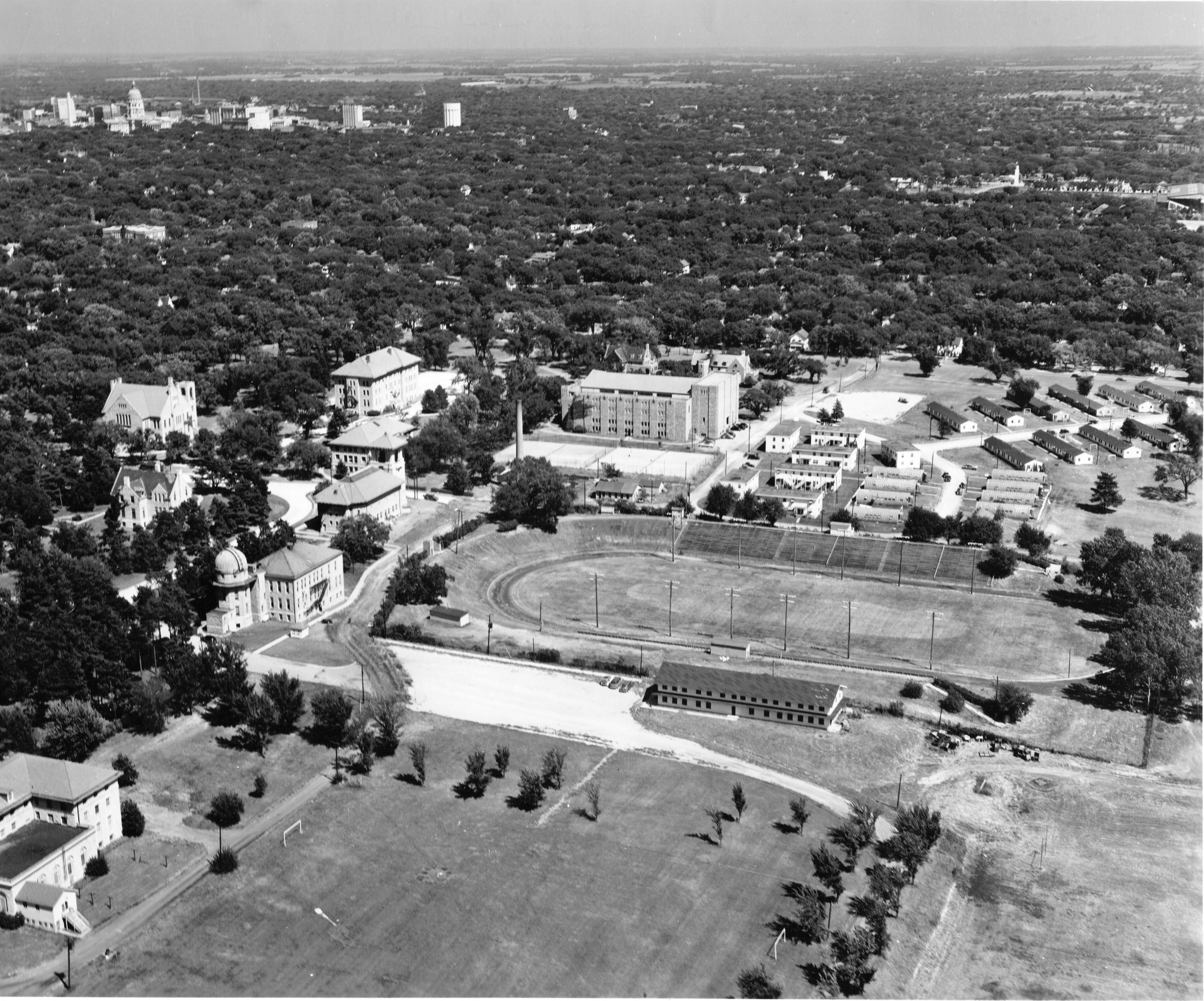
Washburn University (1948)

Die Washburn University (auch WU genannt) ist eine staatliche, städtische Universität in Topeka im US-Bundesstaat Kansas. Derzeit sind etwa 7300 Studenten eingeschrieben. Die Hochschule unterhält eine Partnerschaft zur Universität Klagenfurt und ist Teil des Magellan Exchange, einem internationalen Studentenaustauschprogramm.

## Geschichte
Die Hochschule wurde 1865 als Lincoln College gegründet. 1868 wurde sie in Washburn College umbenannt nach einer großen Spende des Industriellen Ichabod Washburn.

## Sport
Die Sportteams der WU sind die Ichabods (Männer) und Lady Blues (Frauen).

## Persönlichkeiten
- Georgia Louise Harris Brown (1918–1999) – Architektin
- Gunnar Alksnis (1931–2011) – Professor für Geschichtswissenschaft an der Universität
- Bob Dole (1923–2021) – ehemaliger Senator und Präsidentschaftskandidat
- John Edward Erickson (1863–1946) – ehemaliger Gouverneur von Montana
- Joan Finney (1925–2001) – ehemalige Gouverneurin von Kansas
- Larry Niven (* 1938) – Science-Fiction-Schriftsteller
- Fred Phelps (1929–2014) – konservativer Baptist
- Togiola Tulafono (* 1947) – Gouverneur von Amerikanisch-Samoa
- Mary Winston Newson (1869–1959) – Mathematikerin und Hochschullehrerin an der Universität. S
- Gary Woodland (* 1984) – Golfspieler (ohne Abschluss; wechselte zur University of Kansas)